# Восход (Ялтинський район)
Восхо́д (також Джеміє́т, крим. Cemiyet) — селище в Україні, у складі Ялтинського району Автономної Республіки Крим, підпорядковується Масандрівській селищній раді.

## Опис
Курортне селище Восход розташоване на березі Чорного моря, біля Масандри, більше відоме як Джемієт (перейменоване в 1971 році).
Розташоване в східній частині Південного берега Криму, за 71 км від залізничної станції Сімферополь. Через селище проходить траса державного значення — Сімферополь — Ялта (М18), є транспортне сполучення з м. Ялта (тролейбус, маршрутне таксі). Північна і північно-східна частини селища межують із Ялтинським гірсько-лісовим заповідником, східна — з територією Державного Нікітського ботанічного саду, західна — з смт Масандра.
Територія селища є рекреаційною зоною. Тут розташовані санаторій, ефіроолійний завод, пансіонат, дитячий садок. На території Восходу розташована колишня садиба графа Устинова (початок XX ст.), є паркова зона в районі пансіонату.

## Історія
У 1971 році селища Душисте, Дорожнє (Джемієт), Сосняк увійшли до складу смт Восход.
В XIX столітті тут розташовувався маєток баронеси Марії Фредерікс, на території якого діяла Благовіщенська громада сестер милосердя Червоного Хреста.
Із 1920 року, після будівництва протитуберкульозного санаторію та ефіроолійного заводу, селище почало облаштовуватися і формуватися.